# Antonio Gandino

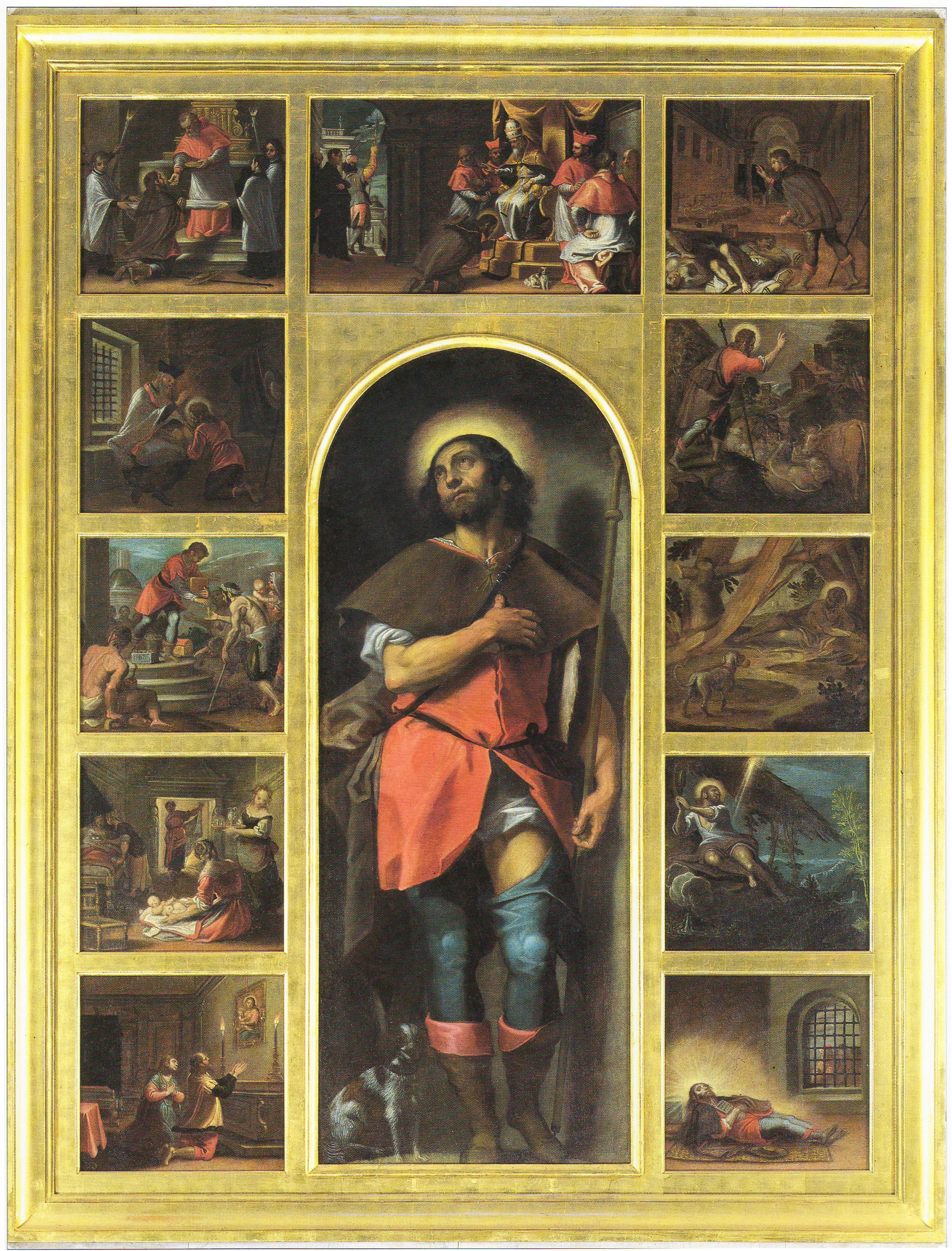
Polittico di San Rocco, 1590 circa, collegiata dei Santi Nazaro e Celso, Brescia

Antonio Gandino (Brescia, 1560 – Brescia, 1631) è stato un pittore italiano nel periodo di passaggio fra Rinascimento e Barocco, attivo prevalentemente a Brescia e a Bergamo.

## Biografia
Antonio era figlio di Bernardino de Zambaitis cognomento Gandino proprio del suo paese di provenienza, e nacque intorno al 1560 presumibilmente a Brescia dove iniziò la sua attività di pittore.
La sua importanza è circoscritta soprattutto alla realtà del bresciano, ma l'opera di Antonio Gandino emerse e tuttora emerge comunque poiché "anello di collegamento" fra epoca rinascimentale e gusto secentesco. In sostanza, fece parte, da protagonista, di quella stretta cerchia di artisti che affrontarono il passaggio fra le due epoche, cioè il manierismo, gettando le basi per il futuro barocco bresciano. Il pittore sviluppò il severo classicismo del Moretto tardo in direzione controriformistica, tipica del periodo tra fine Cinquecento e inizio Seicento. I modelli locali si sposano quindi in lui con influssi cremonesi e soprattutto con influenze tardo manieriste veneziane, in un risultato che mostra una maggiore originalità rispetto ad altri pittori contemporanei come Camillo Rama e Francesco Giugno.

## Opere
Si registrano numerose sue opere, conservate soprattutto nelle varie chiese di Brescia e del bresciano:
- Polittico di San Rocco, 1590 circa, collegiata dei Santi Nazaro e Celso, Brescia (primo altare destro)
- Donazione di Namo di Baviera, 1605-1606, Duomo vecchio, cappella delle Sante Croci
- Quattro tele di modeste dimensioni per la chiesa di San Lorenzo raffiguranti San Vincenzo di Saragozza, il vescovo di Brescia San Ottaziano, San Vigilio e San Lorenzo, le prime due ai lati della cappella del Crocifisso, le altre ai lati della cappella della Beata Vergine della Provvidenza.
- Maria Maddalena, pala dell'altare destro nella chiesa di Santa Maria della Carità a Brescia.
- Madonna dei Sette Dolori, pala del secondo altare destro nella chiesa Parrocchiale di Padenghe sul Garda (BS).
- Pala dell'ottavo altare sinistro nella chiesa di San Giuseppe a Brescia.
- San Carlo Borromeo con Madonna e angeli nella chiesa parrocchiale di Cigole, altare di San Carlo.
- Martirio di Santa Barbara, con la Vergine, il Bambino in gloria, tra i Santi Filippo e Giacomo, Cattedrale di Asola, Mantova.
- Storie di Maria e Misteri del Rosario per la chiesa di Sant'Agata di Martinengo
- L'Ultima Cena per la chiesa dei Santi Tommaso e Andrea Apostoli di Pontevico
- Assunzione della Vergine per la chiesa di Santa Maria Parva (Disciplina) di Chiari.